# Bikupepaneler

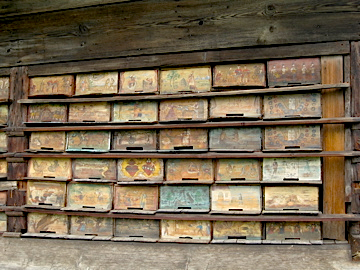
Målade bikupepaneler i Breznica.

Målade bikupepaneler är en form av folklig konst från Slovenien, som har utpekats som en föregångare till tecknade serier.
En i Slovenien förekommande form av bikupa utgörs av en platt låda, som gör att flera kupor kan staplas ovanpå varandra. För att bina skulle känna igen sina egna kupor målades de borttagbara panelerna på framsidan i olika färger. Med tiden ledde det till att man började dekorera dem med olika bilder. Motiven är oftast religiösa och bland dem förekommer det bibliska allegorier som berättas i en följd av sekventiella bilder, något som många idag skulle definiera som tecknade serier. De sekulära motiven urskiljer sig genom att på ett helt eget sätt gestalta scener ur vardagen, historiska händelser och inte sällan samhällskritik.
Den äldsta bevarade panelen är från 1758, och de flesta som återstår är gjorda mellan 1820 och 1880. Hantverket praktiserades fram till andra världskrigets början.

## Utställningen Honey talks
Fenomenet har väckt ett intresse hos flera europeiska serieskapare som i den turnerande utställningen Honey talks visade upp sina egna verk, inspirerade av bikupepanelerna. Medverkande inkluderar Anke Feuchtenberger, Matthias Lehmann, Milorad Krstic, Danijel Žeželj, Vladan Nikoli, Jakob Klemenčič, Rutu Modan, Koco, Marcel Ruijters, Matej Lavrenčič samt Pakito Bolino. Utställningen arrangeras av det slovenska seriekollektivet Stripburger.
Mellan den 9 juni och 2 september 2006 visades utställningen Honey talks på Serieteket i Stockholm.